# Otto Fuchs

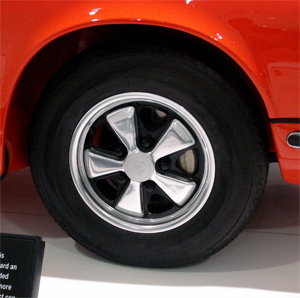
Otto Fuchs mest kända produkt är den så kallade Fuchs-fälgen som togs fram för Porsche 911.

Otto Fuchs KG är en tysk tillverkare av aluminiumfälgar med huvudkontor i Meinerzhagen. 2400 anställda. Idag är man underleverantör till fordons-, flyg-, anläggnings- och rymdindustrin.
Otto Fuchs grundades 1910 som ett mässinggjuteri. 1931 tog Hans Joachim Fuchs över företaget efter faderns bortgång. Under 1930-talet började man arbeta med aluminium. Fuchs blev underleverantör till den tyska flygindustrin och ingick därmed under andra världskriget i den tyska krigsindustrin. Efter kriget reparerade man järnvägsvagnar och tillverkade grytor. Under 1950-talet växte företaget och hade snart 3000 anställda.
Otto Fuchs började under 1960-talet på uppdrag av Porsche utveckla ett lättmetallfälg, det som blev Fuchsfälgen (Porsche-Flügelrad). Ett samarbete med Mercedes-Benz följde och Fuchs tog fram Barock-fälgen. Det var den första aluminiumfälgen som tillverkades i stor serie. Fuchs är en av de ledande tillverkarna av aluminiumfälgar som underleverantör till de stora europeiska biltillverkarna (Volkswagen AG, General Motors med Saab (tidigare), BMW, Ford, Mercedes-Benz, Porsche)